# Puente de Calderón
El puente de Calderón se encuentra ubicado en el municipio de Zapotlanejo, Jalisco (México), a poco más de 9 kilómetros de la cabecera municipal y a 5 kilómetros de la presa Calderón.

## Descripción
Este sólido puente de mampostería fue construido entre 1670 y 1672. Su nombre se debe a Francisco Calderón y Romero, máxima autoridad civil en ese entonces en la provincia de Nueva Galicia y también presidente de la audiencia de Guadalajara. El puente conectaba en la época colonial la ciudad de Guadalajara con la región de los Altos, por lo que era ampliamente transitado por los viajeros que iban de la Ciudad de México a Zacatecas. 
Asimismo es conocido este puente en la historia de México, ya que el 17 de enero de 1811 tuvo lugar la batalla del Puente de Calderón en el marco de la primera etapa de la guerra de independencia de México, en la cual el ejército realista al mando de Félix María Calleja derrotó definitivamente al ejército insurgente comandado por Miguel Hidalgo y Costilla, Ignacio Allende y otros jefes, cuya captura tendría lugar unos meses después de perdida esta batalla. En 1932 fue declarado monumento histórico de la nación.